# Noua Catedrală Arhiepiscopală din Curtea de Argeș
Catedrala Arhiepiscopală din Curtea de Argeș a fost ridicată în perioada anilor 2009-2018. Ea este amplasată la intrarea în incinta Mănăstirii Curtea de Argeș și poartă hramul Sfântei Mucenițe Filofteia și Sfinților Arhangheli Mihail și Gavriil. Edificiul, târnosit pe 7 decembrie 2018 drept catedrală a arhiepiscopului Argeșului și Muscelului, și este totodată necropolă regală.

## Ridicarea Catedralei
Inițiativa ridicării Catedralei a aparținut Arhiepiscopiei Argeșului și Muscelului în parteneriat cu Casa Regală a României.
Proiectul edificiului a fost realizat de arhitectul dobrogean Augustin Ioan, profesor doctor la Universitatea de Arhitectură și Urbanism Ion Mincu, specialist în arhitectură sacră. Conform protocolului încheiat între Familia Regală și Arhiepiscopia Argeșului și Muscelului, cheltuielile pentru lăcașul de cult sunt împărțite între Familia Regală, care va împodobi necropola, și Arhiepiscopie, care zidește la roșu și împodobește catedrala. Piatra de temelie a fost pusă la 10 mai 2009 în prezența principesei moștenitoare Margareta și a principelui Radu, altarul noii catedrale arhiepiscopale și regale fiind târnosit în 7 decembrie 2018. Odată cu sfințirea definitivă a întregului lăcaș, de la finalul lucrărilor de pictură și finisajelor, aici se va muta oficial și tronul ierarhului. Prin aceasta funcția de catedrală se va transfera acestei biserici, de la cea cu hramul „Adormirea Maicii Domnului” a Mănăstirii Argeșului, aflată în apropiere (actualul scaun arhiepiscopal).
Edificiul, ușor retras față de monumentul central al așezământului, a fost conceput în stilul arhitecturii bizantine, ca o prelungire a vechiului lăcaș de cult. Construcția, care are 36 metri lățime în zona fațadei, are forma de cruce greacă înscrisă, cu brațele egale, naosul principal de aceeași înălțime cu cel transversal, peste a căror boltă se înalță o cupolă cu o turlă cu înălțimea de 21 metri. Capetele extreme ale necropolei, în formă de semicerc, sunt formate de două capele, acoperite cu câte o cupolă. În capela din stânga urmează să fie expuse moaștele Sfintei Mucenițe Filofteia, situate în prezent în palatul episcopal din apropiere. În exterior Catedrala are un veștmânt de cărămidă aparentă și chenare în relief cu detalii de piatră iar în interior este decorată cu mozaic.

## Necropola regală
Necropola regală conține 16 locuri de veci pentru membrii Casei Regale a României și arhiepiscopii Argeșului și Muscelului. În necropolă au fost înmormântați regele Mihai I (16 decembrie 2017) și regina Ana (13 august 2016). Tot aici au fost reînhumate rămășițele pământești ale regelui Carol al II-lea și cele ale reginei Elena, rămășițe aduse în țară în 2003 de la Lisabona, respectiv în 19 octombrie 2019 de la Lausanne.